# Балка Атаманка
Балка Атаманка — балка (річка) в Україні у Березанському районі Миколаївської області. Ліва притока Тилігульського лиману (басейн Чорного моря).

## Опис
Довжина балки приблизно 3,08 км, найкоротша відстань між витоком і гирлом — 2,80  км, коефіцієнт звивистості річки — 1,1 . Формується декількома струмками та загатою. В переважній більшості балка пересихає.

## Розташування
Бере початок на південно-східній стороні від села Ташине. Тече переважно на південний захід і на північно-східній стороні від села Мар'янівка впадає у Тилігульський лиман.

## Цікаві факти
- У XX столітті на балці існувала вівце-тваринна ферма (ВТФ)[2].